# Profetenboeken
De profetenboeken of profetische boeken zijn bijbelboeken waarvan het auteurschap ervan traditioneel werd toegeschreven aan de profeten naar wie ze vernoemd zijn. Moderne onderzoekers denken echter dat de boeken zoals ze tot in de huidige tijd zijn overgeleverd het werk zijn van opeenvolgende generaties van schrijvers die hun inspiratie ontleenden aan de uitspraken van deze profeten. Deze auteurs waren actief tussen 750 en 450 v.Chr.

## Jodendom
In de Hebreeuwse Bijbel omvat de groep de 'latere profeten' van de Nevi'im, "Profeten". De 'vroegere profeten' zijn alle bijbelboeken van Jozua tot en met 1 en 2 Koningen), met de toevoeging van de Klaagliederen (in de Hebreeuwse Bijbel onderdeel van de vijf Megillot) en Daniël; deze laatste twee worden geschaard onder de Hebreeuwse Geschriften (Ketoeviem).

## Christendom
In het christendom verschilt de indeling van deze groep werken:in de katholieke en orthodoxe traditie zijn er 18 profetenboeken, in de protestantse traditie 17 (Baruch is uitgesloten van de protestantse canon).
De eerste zes van deze boeken (vijf in het protestantisme) staan bekend als de grote profeten en de laatste 12 als de kleine profeten. Deze namen suggeren niet dat de grote profeten belangrijker waren dan de kleine profeten, ze wijzen er slechts op dat de teksten van de grote profeten veel langer zijn dan die van de kleine. Zo heeft Jesaja 66, Jeremia 52 en Ezechiël 48 hoofdstukken, terwijl de kleine profeten slechts 1 tot 14 hoofdstukken per boek bevatten.

## Lijst
De grote profeten in het christendom zijn:
- Jesaja (boek)
- Jeremia (boek)
- Klaagliederen
- Baruch (boek) (alleen opgenomen in de katholieke en orthodoxe canons)
- Ezechiël (boek)
- Daniël (boek)

In het jodendom worden alleen Jesaja, Jeremia en Ezechiël tot de 'grote profeten' gerekend. Het protestantisme beschouwt Baruch niet als canoniek.
De 12 kleine profeten zijn in het christendom en het jodendom dezelfde (al worden ze in joodse bijbels als één boek opgenomen onder de titel 'De Twaalf'):
| - Hosea (boek) - Joël (boek) - Amos (boek) - Obadja (boek) - Jona (boek) - Micha (boek) | - Nahum (boek) - Habakuk (boek) - Sefanja (boek) - Haggai (boek) - Zacharia (boek) - Maleachi (boek) |